# Organon (czasopismo)
Organon – rocznik założony w 1936 r. przez Stanisława Michalskiego poświęcony zagadnieniom naukoznawczym. Reaktywowany w 1964 r. przez Bogdana Suchodolskiego. 
Publikuje artykuły, materiały i sprawozdania z sympozjów poświęconych historii nauki. Teksty ukazują się w językach kongresowych. Wydawcą jest Instytut Historii Nauki PAN.

## Redakcja
- Redaktor naczelny: Robert Zaborowski
- Sekretarz redakcji: Paulina Pludra-Zuk